# عملية سرية
عملية سرية (بالإنجليزية: Clandestine operation)‏ هي عملية تجسس أو عملية عسكرية تُنفذ بطريقة بحيث لا يلاحظها أحد سواء من العامة أو قوات العدو كالجيش أو منظمات الاستخبارات.
حتى السبعينيات، كانت العمليات السرية ذات طبيعة سياسية بالدرجة الأولى، وكانت تهدف بشكل عام إلى مساعدة المجموعات أو الدول التي يدعمها راعي ومدبر تلك العمليات، وتشمل الأمثلة على العمليات السرية مشاركة المخابرات الأمريكية مع مجرمي الحرب الألمان واليابانيين بعد الحرب العالمية الثانية، واليوم هذه العمليات عديدة وتشمل العمليات السرية المتعلقة بالتكنولوجيا.
يرتبط الجزء الأكبر من العمليات السرية بجمع المعلومات الاستخبارية، عادة بطريقتين 1- الأشخاص (استخبار بشري سري) 2- أجهزة الاستشعار المخفية، والتي تشمل وضع أجهزة تنصت في كابلات الاتصالات تحت الماء أو الأرض والكاميرات والميكروفونات وأجهزة استشعار حركة المرور والشاشات مثل المتشممات والأنظمة المماثلة لهدف وحيد وهو أن لا يتم الكشف عن المهمة أو الاشتباه فيها. وقد تكون أجهزة الاستشعار السرية أيضًا على الغواصات المسيرة أو الأقمار الصناعية الاستطلاعية ( مثل مشروع ميستي) أو الطائرات المسيرة (UAV) أو أجهزة الكشف غير المأهولة (كما هو الحال في عملية Igloo White وما لحقها)، أو يتم وضعها يدويًا بواسطة عمليات بشرية سرية.
في قاموس وزارة الدفاع الأمريكية للمصطلحات العسكرية (المنشور JP1-02 بتاريخ 5 يناير 2007) تُعرف "العملية السرية (clandestine operation)" بأنها عملية نفذت بواسطة الحكومية أو مؤسساتها بطريقة تضمن للعملية أن تكتسب السرية أو الخفاء. وتختلف العملية السرية عن العملية المموهة حيث يتم التركيز على إخفاء العملية ذاتها بدلاً من إخفاء هوية القائم بها. وفي العمليات الخاصة، قد يكون النشاط سريًا ومموها وقد يركز بشكل متساوٍ على الاعتبارات التشغيلية والأنشطة المتعلقة بالاستخبارات ". (JP 3-05.1).
المصطلحين السري (clandestine) والمموه (covert) ليسا مترادفين، كما لوحظ في التعريف (الذي استخدمته الولايات المتحدة وحلف شمال الأطلسي منذ الحرب العالمية الثانية) في العملية المموهة (covert operation) يتم إخفاء هوية الجهة المخططه والمنفذه لها، بينما يتم إخفاء العملية نفسها في العمليات السرية (clandestine operations)، بعبارة أخرى، السري يعني «الإخفاء»، حيث يكون الهدف هو ألا يلاحظ العدو العملية على الإطلاق، بينما التمويه (Covert) تعني «الإنكار»، بحيث إذا لوحظت العملية، فإنها لا تُنسب إلى مجموعة، ويشير مصطلح الشبحية (stealth) إلى مجموعة واسعة من التكتيكات تهدف إلى توفير عنصر المفاجأة والحفاظ عليه وتقليل مقاومة العدو، ويمكن استخدامه أيضًا لوصف مجموعة من التقنيات (تقنية التخفي) للمساعدة في تلك التكتيكات، في حين أن السرية والشبحية مرغوبان غالبًا في العمليات السرية والمموهه، لا يتم استخدام المصطلحين السري والشبحي لوصف أنواع المهام رسميًا، وقد يكون لبعض العمليات جوانب سرية ومموهه على حد سواء، مثل استخدام أجهزة استشعار عن بعد مخفية أو مراقبين بشريين لتوجيه هجمات المدفعية والغارات الجوية، ومن الواضح أن الهجوم علني (التعرض للهجوم ينبه الهدف الذي تم تحديده من قبل العدو)، ولكن عنصر الاستهداف (الطريقة الدقيقة التي تم استخدامها لتحديد مواقع الأهداف) يمكن أن يظل سريًا، مثلا في الحرب ضد تنظيم الدولة استخدمت القوات الأمريكية جواسيس من السكان المحليين ليضعوا شرائح صغيرة في أماكن تواجد مقاتلي التنظيم والتي تبث بدورها إحداثيات المواقع ليتم استهدافها، ولكن للأسف ينتج عن هذا قتلى مدنيين في الغالب.
في الحرب العالمية الثانية، الأهداف التي تم العثور عليها من خلال تحليل الشفرات للإتصالات اللاسلكية تمت مهاجمتها فقط في حالة كان هناك استطلاع جوي في المنطقة وفي مثال آخر في حالة إسقاط الأدميرال إيزوروكو ياماموتو، حيث أعطيت المراقبة إلى مراقبي السواحل. وخلال حرب فيتنام، كانت الشاحنات التي هاجمت على طريق هو تشي منه غير مدركة تمامًا لبعض أجهزة الاستشعار، مثل جهاز Black Crow المحمول جواً الذي استشعر اشتعالها، وكان من الممكن أيضًا رصدهم من قبل دورية بشرية سرية. ويمكن أن تؤدي قواعد التحرش والحظر (Harassing and interdiction تختصر H&I) أو منطقة إطلاق النار الحرة أيضًا إلى إصابة الهدف لأسباب عشوائية محضة.

## روابط خارجية
- الجمعية الدولية لبحوث الاستخبارات (الصفحة الرئيسية)